# Tréogan
Tréogan település Franciaországban, Côtes-d’Armor megyében. Lakosainak száma 107 fő (2022. január 1.). Tréogan Gourin, Langonnet, Plévin, Motreff és Saint-Hernin községekkel határos.

## Népesség
A település népessége az elmúlt években az alábbi módon változott:
| Lakosok száma | 168  | 162  | 138  | 103  | 99   | 100  | 100  | 102  | 104  | 107  |
|               | 1968 | 1982 | 1990 | 2006 | 2013 | 2015 | 2017 | 2019 | 2020 | 2022 |